# Kuloj (Vaga)
A Kuloj, vagy Kula (oroszul: Кулой, Кула) folyó Oroszország európai részén, a Vologdai területen és az Arhangelszki terület déli vidékén; a Vaga jobb oldali mellékfolyója.

## Földrajz
Hossza: 206 km, vízgyűjtő területe: 3300 km², évi közepes vízhozama (a torkolattól 53 km-re) : 8,74 m³/s.
A Vologdai terület központi részén, a Szonduzsszkoje-tóból ered. Forrása közel van a Vaga forrásvidékéhez. Főfolyójával  nagyjából azonos irányban, északkelet felé folyik, de a torkolathoz közel, Kuloj település mellett iránya megtörik, és onnan nyugat felé folyik a torkolatig. Felső folyásán 20-30 m, alsó folyásán 50-60 m széles.
Vegyesen eső és főként hóolvadék táplálja. Október-novemberben, vagy néha csak decemberben befagy, áprilisban vagy május elején szabadul fel a jég alól. 
Partjához közel fekszik a folyóról elnevezett Kuloj városi jellegű település.
Leghosszabb, jobb oldali mellékfolyója a Kolenyga (150 km).